# Rukiye Yıldırım
Rukiye Yıldırım, född 12 februari 1991, är en turkisk taekwondoutövare.

## Karriär

### 2010–2013
I maj 2010 tog Yıldırım guld i 46 kg-klassen vid EM i Sankt Petersburg efter att ha besegrat spanska Elaia Torrontegui i finalen. I maj 2011 tog hon brons i 46 kg-klassen vid VM i Gyeongju. I augusti 2011 tog Yıldırım silver i 46 kg-klassen vid sommaruniversiaden i Shenzhen efter en finalförlust mot ryska Anastasia Valueva.
I maj 2012 tog hon brons i 46 kg-klassen vid EM i Manchester. I juni 2013 tog Yıldırım silver i 49 kg-klassen vid medelhavsspelen i Mersin efter en finalförlust mot egyptiska Nour Abdelsalam.

### 2015–2018
I augusti 2015 tog Yıldırım brons i 49 kg-klassen vid Grand Prix i Moskva. I maj 2016 tog hon brons i 46 kg-klassen vid EM i Montreux. I maj 2017 tog Yıldırım guld i 46 kg-klassen vid Islamic Solidarity Games i Baku. Under året tog hon även två brons i 49 kg-klassen vid Grand Prix 2017 i London och Rabat.
I maj 2018 tog Yıldırım sitt andra EM-guld i 46 kg-klassen vid EM i Kazan efter att ha besegrat nederländska Dina Pouryounes. Följande månad tog hon även guld i 49 kg-klassen vid medelhavsspelen i Tarragona efter att ha besegrat kroatiska Kristina Tomić i finalen. I september 2018 tog Yıldırım brons i 49 kg-klassen vid Grand Prix i Taoyuan.

### 2019–2022
I maj 2019 tog Yıldırım brons i 49 kg-klassen vid VM i Manchester. I december 2019 tog hon brons i 49 kg-klassen vid Grand Prix i Moskva. I juli 2021 tävlade Yıldırım i 49 kg-klassen vid OS i Tokyo, där hon förlorade bronsmatchen mot israeliska Avishag Semberg.
I augusti 2022 tog Yıldırım guld i 49 kg-klassen vid Islamic Solidarity Games i Konya efter att ha besegrat iranska Ghazal Soltani i finalen. I november 2022 tog hon silver i 46 kg-klassen vid VM i Guadalajara efter en finalförlust mot kroatiska Lena Stojković.